# Piranhea securinega
Piranhea securinega là một loài thực vật có hoa trong họ Picrodendraceae. Loài này được Radcl.-Sm. & Ratter miêu tả khoa học đầu tiên năm 1996.